# Libnotes (Afrolimonia) trunculata
Libnotes (Afrolimonia) trunculata is een tweevleugelige uit de familie steltmuggen (Limoniidae). De soort komt voor in het Afrotropisch gebied.